# Alpen Cup
OPA Alpen Cup är säsongsomfattande tävlingar inom nordisk skidsport som arrangeras sedan 1990-talet. Tävlingarna äger rum i längdåkning, backhoppning och nordisk kombination och arrangeras av Alpenländer-Skiverbände, en organisation av nationella skidförbund i alpländerna och centraleuropa, med stöd av internationella skidförbundet. Alpen Cup arrangeras även inom skidskytte. Tävlingarna arrangeras i Alperna med omnejd, Andorra, Frankrike, Italien, Liechtenstein, Schweiz, Slovenien, Spanien, Tjeckien, Tyskland och Österrike. I backhoppning är tävlingarna endast öppna för juniorer från dessa medlemsländerna, medan i längdåkning delas ofta tävlingarna in i senior och juniorklass och idrottare från andra länder har möjlighet att delta.